# Front populaire du Népal
Le Front populaire du Népal (en népalais जनमोर्चा नेपाल) est un parti politique népalais fondé le 10 juillet 2002.
Il est couramment appelé Janamorcha Nepal dans les médias népalais de langue anglaise et au niveau international.
Il procède de la fusion entre :
- le Front populaire uni du Népal (couramment appelé « Sanyukta Janamorcha Nepal », émanation du Parti communiste du Népal (Centre d'unité),
- et le Front populaire national (couramment appelé « Rashtriya Jana Morcha »).

Disposant de six députés au parlement, à l'époque de sa fondation, le parti a rejoint, en avril 2006, l'Alliance des sept partis ayant pris le pouvoir après les manifestations ayant contraint le roi Gyanendra à restaurer la démocratie. À ce titre, il a participé au gouvernement dirigé par Girija Prasad Koirala, président du Congrès népalais.
D'importantes dissensions internes allaient conduire à la coexistence de trois factions revendiquant chacune le nom de « Janamorcha Nepal » :
- un groupe mené par Amik Sherchan, non membre du parlement, avec à ses côtés Lila Mani Pohkrel, parlementaire. Lorsque le parlement intérimaire fut formé, le 15 janvier 2007, le groupe se vit adjoindre trois députés supplémentaires. Lorsque l'alliance des sept partis s'est transformée en alliance des huit partis, ce groupe a été représenté au gouvernement par deux ministres, non membres du parlement intérimaire. Ce groupe a obtenu de la Commission électorale, à l'occasion de l'élection de l'Assemblée constituante népalaise de 2008, la primeur du nom de « Janamorcha Nepal » ;
- un groupe mené par Chitra Bahadur K.C., parlementaire, avec à ses côtés les députés Dilaram Acharya et Hari Acharya. Ce groupe s'est enregistré ultérieurement, auprès de la Commission électorale, sous le nom de Rashtriya Jana Morcha (homonyme de l'ancienne formation) ;
- un groupe mené par Chitra Bahadur Ale, parlementaire, avec à ses côtés les députés Pari Thapa and Navraj Subedi. Ce groupe  afait le choix, en 2008, de rejoindre les rangs du Parti communiste du Népal (unifié).

L'ancienne faction d'Amik Sherchan, désormais seule détentrice du nom « Janamorcha Nepal », est représentée par 8 députés (sur 601) à l'Assemblée constituante formée après les élections du 10 avril 2008 :
- 2 députés (sur 240) élus au scrutin uninominal majoritaire à un tour ;
- 5 députés (sur 335) élus au scrutin proportionnel de liste à un tour ;
- 1 député (sur 26) nommé par le gouvernement intérimaire multipartite.

En octobre 2008, le parti se dissout dans le Parti communiste unifié du Népal (maoïste).